# Bactron
Bactron est un jeu vidéo d'action en perspective isométrique. Il a été édité en 1986 par Loriciel pour Amstrad CPC, Thomson MO6 et Thomson TO8.
Le jeu consiste à libérer des enzymes de guérison dans un corps humain. Bactron explore différentes salles pour accomplir sa mission tout en évitant de toucher les agents pathogènes. Le temps et limité ; plus il s'écoule et plus la température du malade augmente.
L'idée de créer Bactron vient de Laurent Weil, le PDG de l'entreprise. Auparavant il existait chez Loriciel un projet de jeu qui a été abandonné ; il aurait été proche de la réalité mais jugé « pas vraiment drôle ».

## Synopsis
Bactron incarne la réponse du système immunitaire contre les agents pathogènes qui menacent un corps humain ; le jeu consiste à guider Bactron dans un organisme afin de libérer des enzymes de guérison cachées dans des cubes jaunes.

## Disposition générale
Dans la partie supérieure de l'écran, on déplace le personnage dans une pièce. Dans la partie inférieure de l'écran sont placés les indicateurs.
Le losange est la zone de l'écran affichant la salle où évolue Bactron.
En bas, de gauche à droite, se trouvent un thermomètre, un électro-cardiogramme, le score, les vies et l'énergie.

## Système de jeu

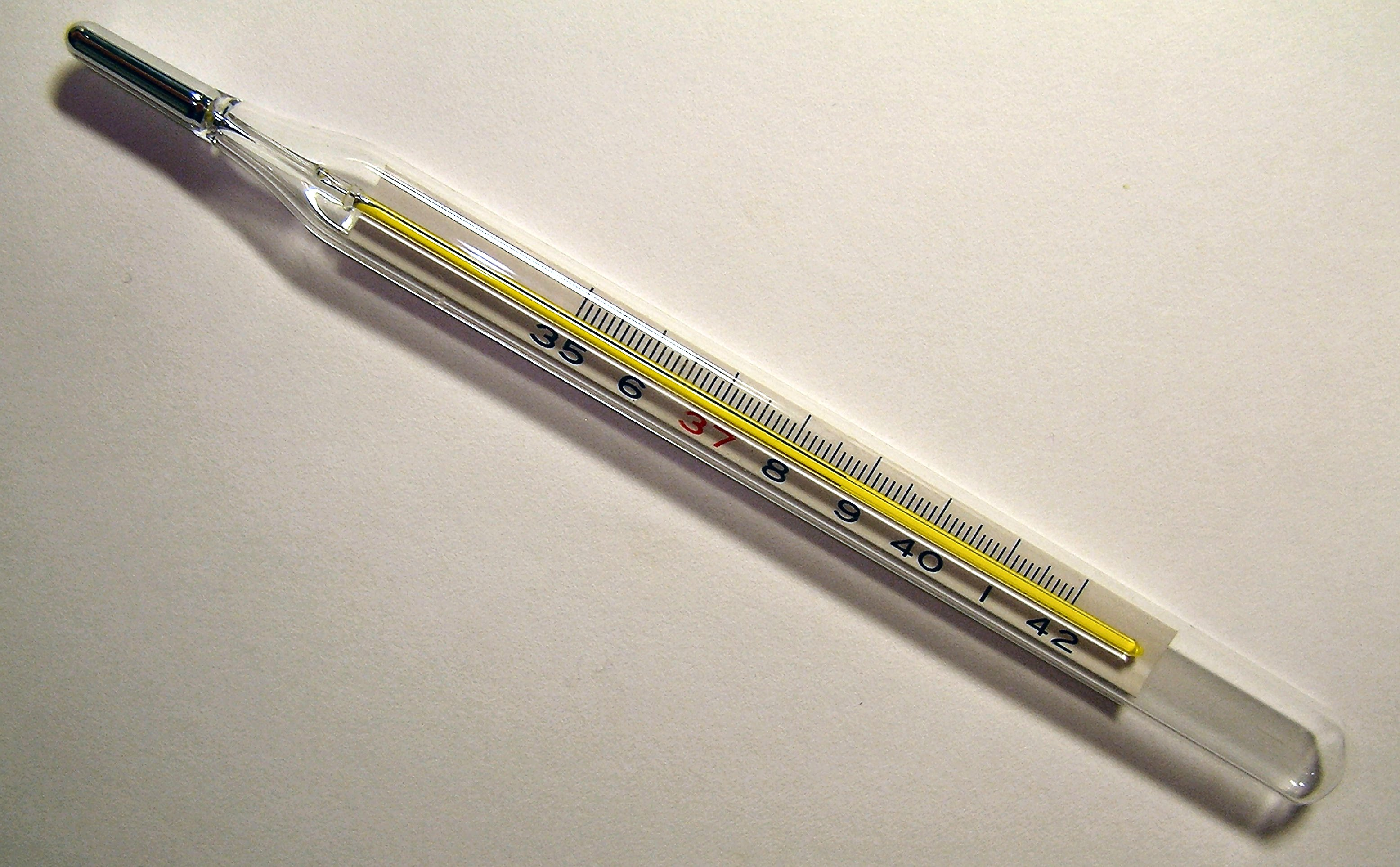
Thermomètre médical, ancien modèle à mercure. Dans le jeu la colonne liquide est rouge.

Représentation d'un électro-cardiogramme, semblable à celui du jeu.

Il s’agit d’un jeu solo d’arcade-aventure dont le terrain est vu en perspective cavalière, avec simulation de la troisième dimension. Dans un corps humain, le joueur évolue dans un labyrinthe dont chacune des pièces pose un problème ou recèle un piège. Il y a 55 salles.
Bactron, déguisé en enzyme, est chargé de libérer des substances chimiques gardées en otage par des virus. Le corps jaune de Bactron ressemble un peu à celui d'un poussin, il n'a pas de cou et sa tête se termine avec un bec toujours entrouvert. Ses pattes ressemblent à celles d'une autruche mais elles se terminent par des ventouses préhensibles, ce qui lui permet de saisir des objets pour les tirer ou les pousser. Le joueur dirige Bactron à l'aide des touches du clavier ou avec un joystick. Retro Gamer (Espagne) écrit que les commandes de Bactron diffèrent de celles des autres jeux isométriques en ce sens que le personnage marche à reculons lorsqu'il se dirige dans la direction opposée à celle à laquelle il fait face. Le personnage peut faire bouger différents objets pour emprisonner tel ou tel virus.
Bactron peut cracher ; sa salive est composée d'éthyl succinate qui a la propriété d'immobiliser pour quelques instants les virus qui s'en trouvent aspergés. À chaque fois que Bactron crache, il se fatigue et sa vitalité diminue.
En bas de l'écran où s'affiche l'aire de jeux se trouvent les niveaux qui indiquent le degré de votre état de santé. Tout à gauche se trouve un thermomètre où s'inscrit, en rouge, votre température. Plus le temps passe et plus celle-ci augmente. Si elle atteint 42 °C la partie est terminée. Juste à la droite du thermomètre se trouve un électro-cardiogramme qui émet des « bips » sonores suivant le rythme cardiaque. La partie est perdue quand l'électro-cardiogramme s'accélère brutalement puis devient complètement plat et émet un sifflement continu, la température du thermomètre grimpe jusqu'à le faire éclater.
Le joueur dispose de quatre Bactron, sa vitalité va de 99 à 0 est décroit lentement au fur à mesure que le temps passe. Un Bactron meurt quand sa vitalité atteint 0. La vitalité chute rapidement quand il est en contact direct avec un virus.
Le score augmente en fonction du nombre de cellules visitées ainsi que du nombre d'enzymes réactivées ; 20 à 30 points par cellule et 200 points par enzyme réveillé.

### Ennemis

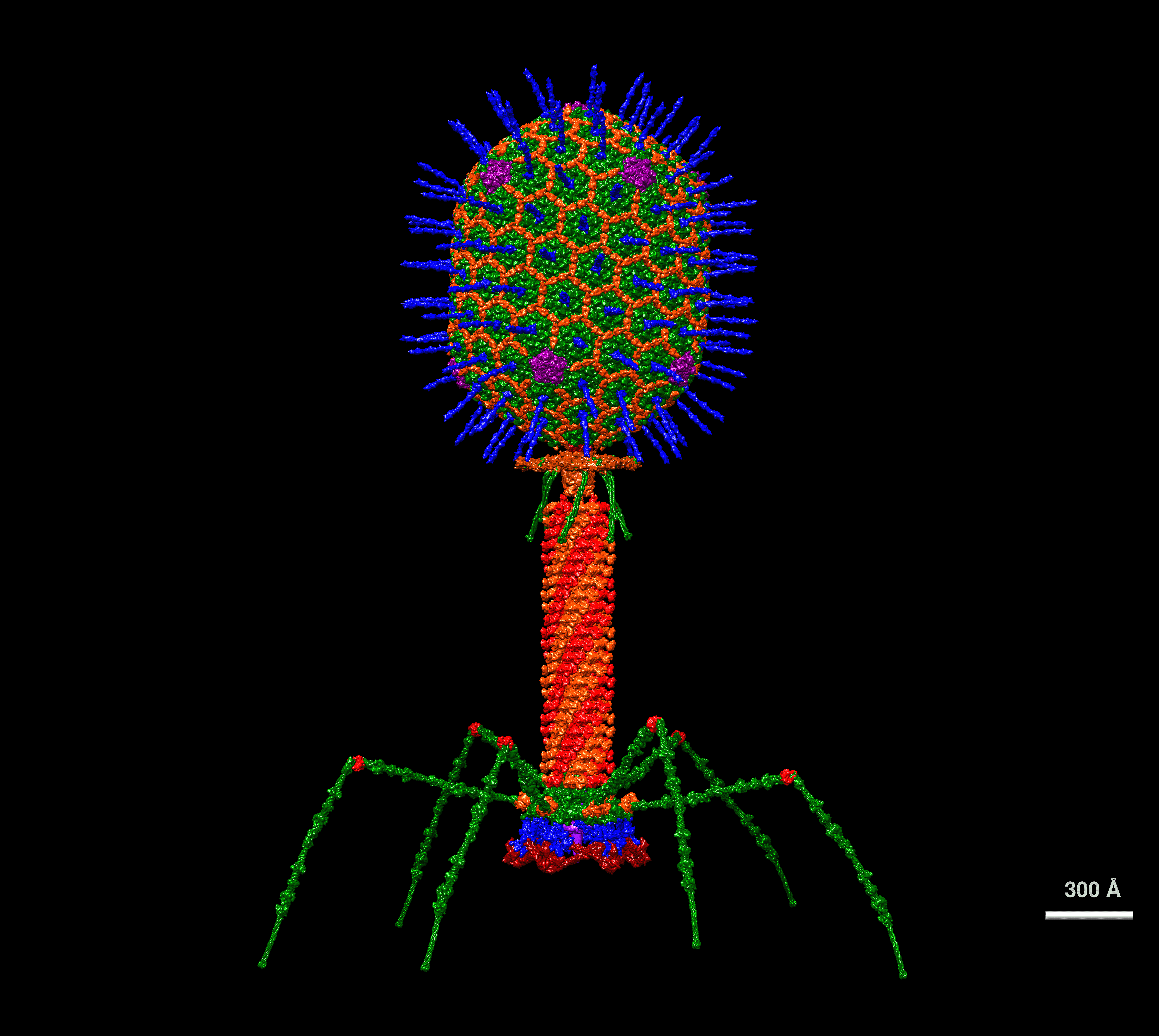
Dans le jeu Syphilo ressemble plutôt à un virus bactériophage.

- Balut est un virus composé de deux grosses boules grises suspendues dans les airs qui rebondissent mollement sur le sol. Il est très lent mais les jets de salive n'ont pas d'effet sur lui[8].
- Blénot[Note 3] le staphylocoque ressemble à un grosse mouche avec des pattes blanches et des yeux rouges, il est très rapide et se déplace souvent avec son frère jumeau[8].
- Syphilo[Note 4] le bacille se déplace en tournoyant sur lui-même, il est fin comme une épingle[8].
- Zip est fait d'un cylindre terminé par une petite queue sur laquelle il se déplace[8]. Tout autour du cylindre, un ressort se tend et se détend suivant un rythme régulier[8].
- Momol ressemble aux enzymes excepté qu'il est bleu et non jaune[8].

## Projet abandonné puis développement deBactron

Logo de Loriciel.

Vincent Baillet raconte qu'initialement avec l’équipe de Loriciel, il y avait un souhait de faire un jeu un peu aberrant, à partir d’un virus ressemblant à un oursin. Un médecin apportait de nombreux croquis puis le projet a été abandonné. Le jeu aurait été proche de la réalité mais « pas vraiment drôle ».
L'idée de créer Bactron vient de Laurent Weil, le PDG de l'entreprise. La programmation du jeu a été réalisée par Vincent Baillet (avec C. Akrich pour la version Thomson), les graphismes sont de Bruno Masson et la musique est composée par Michel Winogradoff. La première étape a consisté à écrire des routines d’animation, pour le graphisme en 2D ou en pseudo 3D. Ensuite il a fallu passer aux routines de dessin puis au plan du labyrinthe avec gradation des difficultés, et à la définition des scènes.
Les fonctions graphiques du jeu ont été longues à programmer. Le développement a nécessité six mois de travail.
Le jeu est sorti sur Amstrad CPC,, MO6, TO8 et TO9.

## Réception
Georges Brize d'Amstrad Magazine a apprécié l’originalité du scénario, la musique d’introduction, la rapide succession des plans ainsi que le scrolling.
Pour Micro V. O., les personnes qui ont apprécié Crafton et Xunk ne seront pas dépaysés par le graphisme et l’animation d’aussi bonne qualité.
Jeux et Stratégie attribue au jeu la note de 2/5, jugeant que le thème est assez peu fouillé. L'aspect le plus étonnant du jeu est l’animation de Bactron ; le rendu de la marche sur deux pattes est réellement fascinant. Le magazine trouve que le jeu finit par être répétitif.
Selon BW d'Amstrad Action, les graphismes et la musique entraînante de l'écran titre sont les meilleures caractéristiques du jeu. Le gameplay, en revanche, est un peu limité. Au début, on est captivé par l'exploration et la cartographie, mais les tâches ne sont pas assez variées pour que l'attrait persiste longtemps. On s'amuse pendant quelques jours, mais il ne faut pas s'attende à ce que le jeu nous stimule longtemps.
RpM du même magazine, écrit qu'une fois qu'il avait exploré le jeu, il s'est rendu compte qu'il n'y avait que la musique et les graphismes qui pouvaient le faire revenir.
Selon Amstrad Acción, graphiquement un excellent travail a été fait et les programmeurs de Loriciels ont réalisé un jeu dont les graphismes, les mouvements et les sons sont plus que bons. Le magazine a attribué au jeu la note de 10 pour les graphismes, 10 pour la maniabilité, 8 pour le son, 7 pour l'action, 7 pour l'addiction et la même note pour l'intérêt.
Pour Amstrad Semanal, l'idée de ce jeu est bonne et originale, et elle est accompagnée de très bons graphiques et mouvements, ainsi que d'une musique qui attire l'attention.
Isabel Maria Benitez d'Amstrad User attribue la note de 10/10 au jeu pour le graphisme, le son, l'addiction et l'action.
Martina Strack d'Aktueller Software Markt a attribué au jeu la note de 11 pour le graphisme, 10 pour le son, 8 pour le déroulement du jeu et 9 pour la motivation.
MDR de Computer Gamer attribue au jeu la note globale de 35 %. Il le trouve ennuyeux et ne recommande Bactron qu'aux fans inconditionnels de cette forme de jeu.
Micromanía attribue les notes de 3/5 pour l'addiction, 4/5 pour le graphisme, 3/5 pour l'originalité et 3/5 en note globale.
Selon David de Computer and Video Games, la chose la plus mémorable de ce jeu est de loin la musique boogie-woogie qui est totalement addictive, probablement la mélodie la plus entraînante jamais écrite pour l'Amstrad. Le jeu obtient les notes de 8 pour le graphisme, la valeur et la jouabilité, 10 est attribué pour le son.
Amtix évalue le jeu à 80 % pour la présentation, 87 % pour le graphisme, 85 % pour le son, 86 % pour la jouabilité, 80 % pour l'addiction, 80 % pour le rapport qualité prix et 86 % en évaluation globale :
- le premier critique du magazine trouve que le jeu a de superbes graphismes colorés et bien définis, une belle musique et des effets sonores[19]. Selon lui le personnage principal se déplace très rapidement, ce qui améliore la jouabilité excellente du jeu[19]. Il trouve que la présentation est très impressionnante avec un bel écran de chargement et une liste complète de tous les hostiles que l'on peut rencontrer[19] ;
- le deuxième critique, Richard, trouve le jeu vraiment agréable, avec un scénario génial[19]. La présentation selon lui est excellente[19]. Pour lui, l'écran de chargement est génial, et le mode attraction est complété par un générique rock 'n' roll, une présentation des envahisseurs, puis un mode démo qui incite à continuer à jouer[19]. Les graphismes sont réalisés en mode gras mais sont définis avec précision et ils apportent une atmosphère humoristique au jeu[19]. La cartographie est essentielle pour réussir à terminer le jeu[19]. Le seul inconvénient est que lorsqu'il y a plusieurs personnages animés à l'écran, l'animation ralentit considérablement[19]. Cependant, si on est un fanatique d'aventures d'arcade, il ne faut pas laisser passer ce jeu[19] ;
- pour le troisième critique, Anthony, les graphismes sont brillants, le son est de bonne qualité et la jouabilité est aussi parfaite que possible[19]. Le personnage principal est très bien animé, tout comme les autres créatures du jeu[19]. Comme les autres jeux Loriciels, Bactron s'appuie fortement sur les graphismes et le son pour être attrayant, mais le jeu reste amusant, même si la tâche est une idée assez simple[19]. Un jeu qui aurait été plus intéressant sil il avait coûté sept livres, mais qui reste un bon rapport qualité-prix[19].

Nigel d'Amstrad Computer User donne la note de 16/20, Liz 17/20 et Colin 12/20.
Am-Mag lui donne la note de 4 étoiles.

## Énergie infinie et plans
Patrice Maubert de Joystick Hebdo a trouvé une astuce pour avoir de l'énergie infinie dans la version Amstrad du jeu. Il existe aussi des plans du labyrinthe,.

## Badge
Un badge est offert par Loriciels lors de l'achat du jeu.